# Sancho Fernández de Tejada
Sancho Fernández de Tejada (La Rioja, siglo IX), figura histórica y al mismo tiempo legendaria que encarna el fundador epónimo del linaje de Tejada, héroe de la Reconquista. Noble, lugarteniente del rey Ramiro I en la batalla de Clavijo, el 23 de mayo del año 844. Sancho, sus trece hijos, más doce caballeros gallegos obtuvieron una gran victoria que liberó a los cristianos de pagar el tributo de las cien doncellas.

## Biografía

### Familia y orígenes
Cuenta la tradición que en el año 642, el Conde Don Gonzalo, Señor de los Rucones se casó con Sancha, princesa goda, hija de Suintila y hermana de Chindasvinto. El hijo de ambos, Tello, según documentos guardados en el monasterio de San Millan llevó la frontera con los moros más allá de la ciudad de Oca.
Su hija se casó con el Duque de Cantabria, Don Fruela, hermano del Rey Don Alfonso I, “El Católico”, que gobernó el reino de Asturias y Galicia entre 739 y el 757. Fueron padres de Ruy Floraz, Conde de Lantarón. Su nieto, Fernán Díaz contrajo nupcias con Doña Ximena, hija del Conde de la Bureba, padre y madre de Don Sancho, fundador de la Villa y Solar de Tejada.
No se da fecha ni lugar de nacimiento, pero se le atribuye el matrimonio con María Onúñez Gundimara, de la Casa de Toral, madre de sus trece hijos.
Por su heroísmo, se le dio por apellido Tejada, en recuerdo de la rama de tejo que utilizó cuando se le quebró su lanza en plena batalla.

### Matrimonio y descendencia
No existe una fecha o datos ciertos y concretos de su matrimonio, pero se le atribuye haber estado casado con María Onúñez Gundimara, de la Casa de Toral, quien fuera la madre de sus trece hijos:
1. Diego de Tejada
2. Fernando de Tejada
3. García de Tejada
4. Gome de Tejada
5. Gonzalo de Tejada
6. Iván de Tejada
7. Íñigo de Tejada
8. Jimeno Sáenz de Tejada, padre de Fortún Jiménez de Tejada, que sigue la línea.
9. Lope de Tejada
10. Martín de Tejada, padre de Diego, Gonzalo, Martín, Rodrigo y Sancho de Tejada.
11. Ramiro de Tejada
12. Rodrigo de Tejada
13. Sancho de Tejada

### Batalla de Clavijo

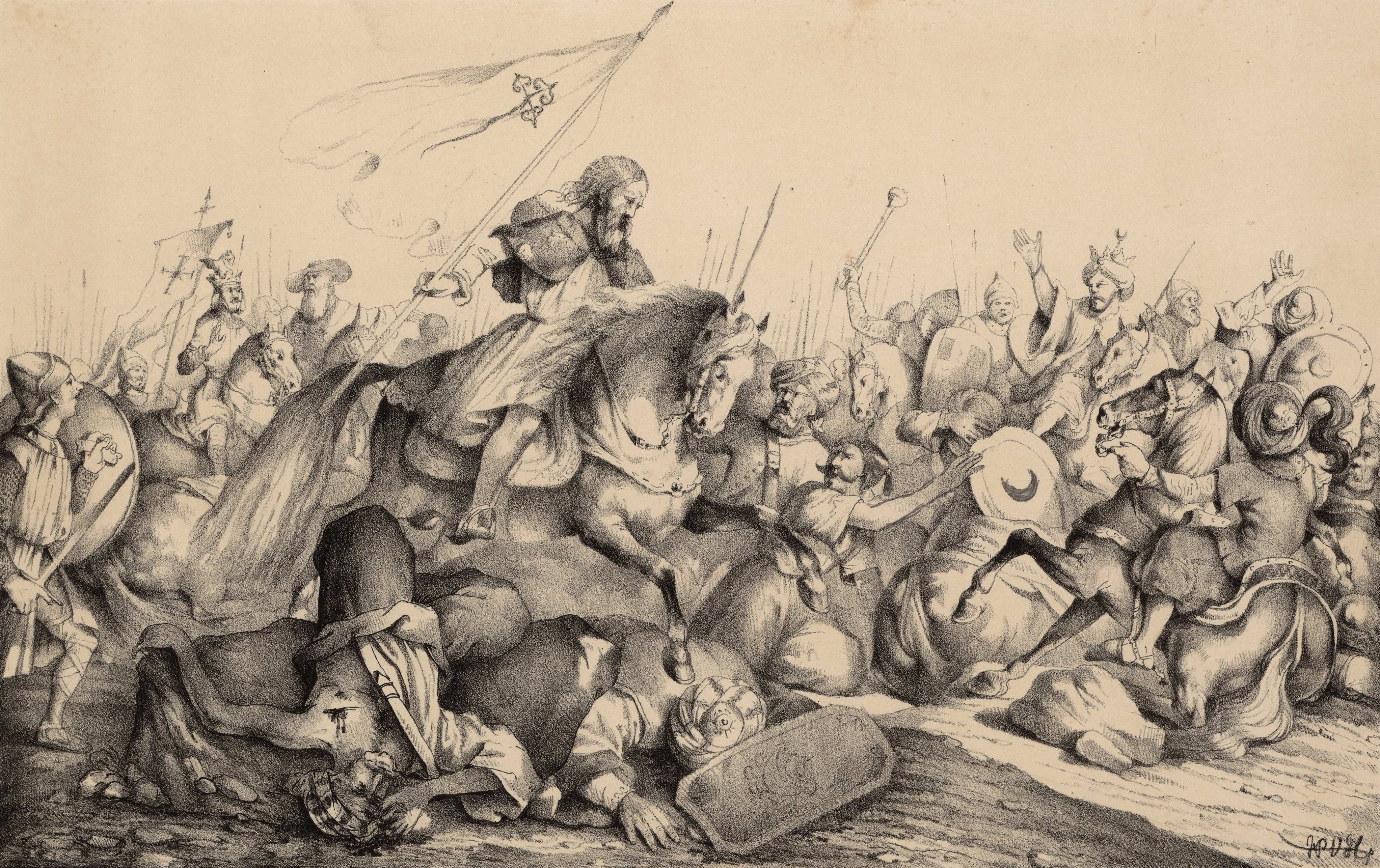
Francisco de Paula Van Halen, Batalla de Clavijo.

Muchos debieron ser los méritos de Sancho, ya que en la Historia antigua de España casi no hay ningún acontecimiento que se magnifique tanto y tenga tanta trascendencia como la Batalla de Clavijo y en ella tiene un papel muy destacado, según las palabras de su propio Rey.
La batalla tendría su origen en la negativa de Ramiro I de Asturias a seguir pagando tributos a los emires árabes, con especial incidencia en el tributo de las cien doncellas. Por ello las tropas cristianas de Ramiro I, capitaneadas por Sancho, irían en busca de los musulmanes, con Abderramán II al mando, pero al llegar a Nájera y Albelda se verían rodeados por un numeroso ejército árabe formado por tropas de la península y por levas provenientes de la zona que correspondería actualmente con Marruecos, teniendo los cristianos que refugiarse en el castillo de Clavijo en Monte Laturce.
Las crónicas cuentan que Ramiro I tuvo un sueño en el que aparecía el Apóstol Santiago, asegurando su presencia en la batalla, seguida de la victoria.
De acuerdo con aquella leyenda, al día siguiente, el 23 de mayo del año 844, los ejércitos de Ramiro I, animados por la presencia del Apóstol montado en un corcel blanco y capitaneados por Sancho, se enfrentaron al ejército árabe. Sancho, sus Trece Hijos, sus Caballeros Galicianos y los hombres del Rey Ramiro obtienen una victoria enorme que libera a los cristianos de pagar el tributo de las cien doncellas “cincuenta nobles para tratar casamiento con ellas y las otras cincuenta para mancebas”.
El Rey le da por nombre "el de Tejada", en recuerdo de la rama de un Tejo que utilizó como arma cuando se rompió su lanza en el combate y que blandía valientemente arengando a sus tropas en un último esfuerzo.
Sus características míticas (la intervención milagrosa del apóstol Santiago), su condición de justificación del Voto de Santiago, y la revisión que desde el siglo XVIII supuso la crítica historiográfica de Juan Francisco Masdeu, la han hecho ser considerada en la actualidad más bien una batalla legendaria, cuya inclusión en las crónicas se debería al arzobispo Rodrigo Jiménez de Rada, y que incluiría, mezclándolos y mitificándolos, datos de otras batallas de diferentes momentos y localizaciones, aunque es, a grandes rasgos, la mitificación de la segunda batalla de Albelda.

### Tras la batalla

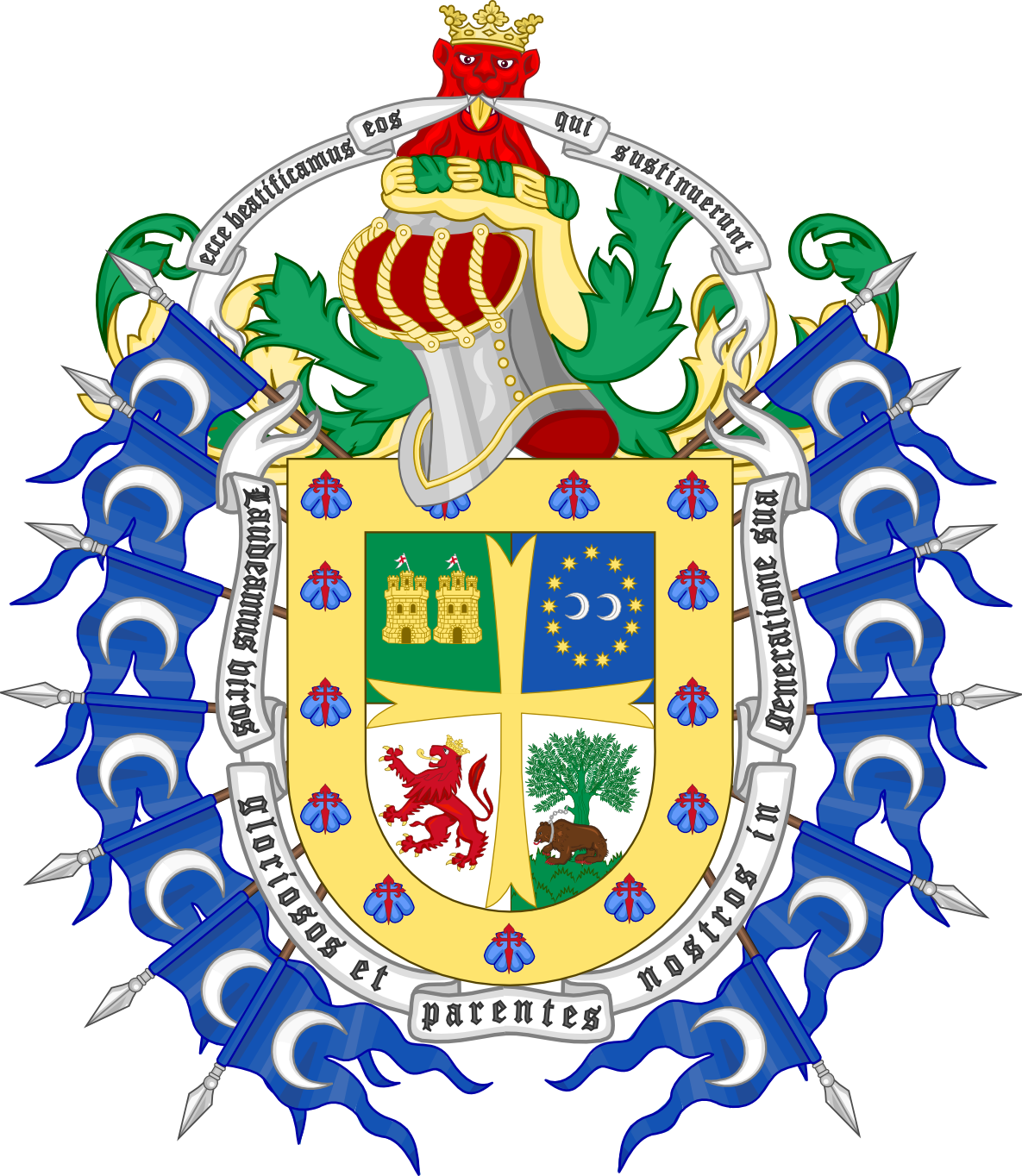
Escudo de Armas del Señorío de Tejada.

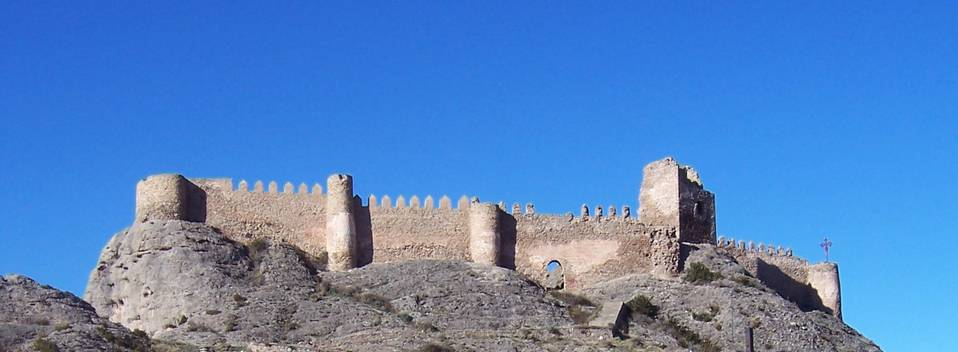
Castillo de Clavijo.

El Rey Ramiro quiso honrar a Sancho por su gesta mediante una serie de privilegios:
- Le nombró Alcaide de los fuertes de Viguera y Clavijo, que junto a la inmensa fortaleza natural de los Cameros, permitió en los valles y llanuras de la Rioja vivir en paz y prosperar.
- Le hizo señor de los Montes Cadines (que son hoy los de Tejada). En estos montes edificó su casa, la entonces llamada Casa Cadina, ahora convertida en casa Tejada.
- Le concedió la nobleza transmisible por línea de varón y de mujer a toda su descendencia. Sus descendientes —“señoras y señores hijosdalgo diviseros”— se inscriben en los registros de los Solares de Tejada y Valdeosera, considerados como corporaciones nobiliarias de las más antiguas de España, pues su documentación histórica comprobada se remonta a 1460. En ella hombres y mujeres son iguales y libres. Son dueños y Señores de sus tierras hasta el fin de los tiempos, el Rey, así lo reconoce y respalda. Además les concede un símbolo, un escudo, que representa esta Historia para que no se olvide y sirva de ejemplo permanente. Buena prueba de ello es su confirmación y reconocimiento por todos los Reyes de España y Jefes de Estado que se han sucedido hasta la actualidad, superando incluso momentos históricos de profunda persecución contra estas distinciones nobiliarias y de ahí logrando mantener su naturaleza jurídica y que no resultaran afectados sus Privilegios y distinciones ni por las Leyes Desvinculadoras ni las Disposiciones de uno y otro Gobierno.
- Encomendó a Sancho y sus hijos mantener libres, seguros y transitables los caminos —también a Santiago de Compostela—, fundando la primera Orden de sus caballeros, tal y como se recoge en la Carta de Confirmación de Privilegios, Gracias y Mercedes otorgada por los Reyes Católicos al Solar de Tejada, firmada el 8 de julio de 1491 en la Vega de Granada.

Más en adelante, Sancho consigue arrebatar a los moros todas las tierras hasta el Reino de Aragón y las puso a los pies de su Rey y Señor, quién en gratificación de sus servicios le dio una villa en tierra de León. El católico Rey le dio otra montaña llamada Valdeosera, llamada así por los muchos osos que allí había. En esta montaña edificó trece casas, y a ellas envió a los Doce Caballeros y a su hijo menor llamado Sancho, como el padre. De esta forma hizo a los doce Caballeros y a su hijo Sancho Señores de ella.
El general Sancho se quedó en el Solar de Tejada junto a cinco de sus hijos, llamados: Fernando, Mateo, Martín, Andrés, Lope, Pedro y Gonzalo. Luego, su hijo Martín estableció en la villa de Pinillos una casa solariega de hidalguía de sangre, llamándose Solar de las Calderas por el adorno que tenía sobre su entrada, que indicaba que su dueño era Ricohombre de pendón y caldera.
El señorío de Tejada siguió ejerciendo eficientemente la labor de protección de los caminos encomendada por el rey Ramiro. Cien años más tarde Gotescalco, Obispo de Puy, recorre esta ruta, se desplaza a Clavijo y se detiene en el Monasterio de San Martín de Albelda, -lugar donde entonces ya reposan los restos de la esposa de Sancho, Doña María, protectora, junto a su marido Don Sancho, del Monasterio, como también lo fueron del de San Millan. Encarga una copia del libro de San Ildefonso de Toledo sobre la Virginidad de Maria, el Códice Albeldense de Gomesano, que recoge un año más tarde a su vuelta de Santiago de Compostela. Los hombres de Tejada protegieron su peregrinar.